# 1138
Cette page concerne l'année 1138  du calendrier julien.
L'année 1138 est une année commune qui commence un samedi.

## Événements

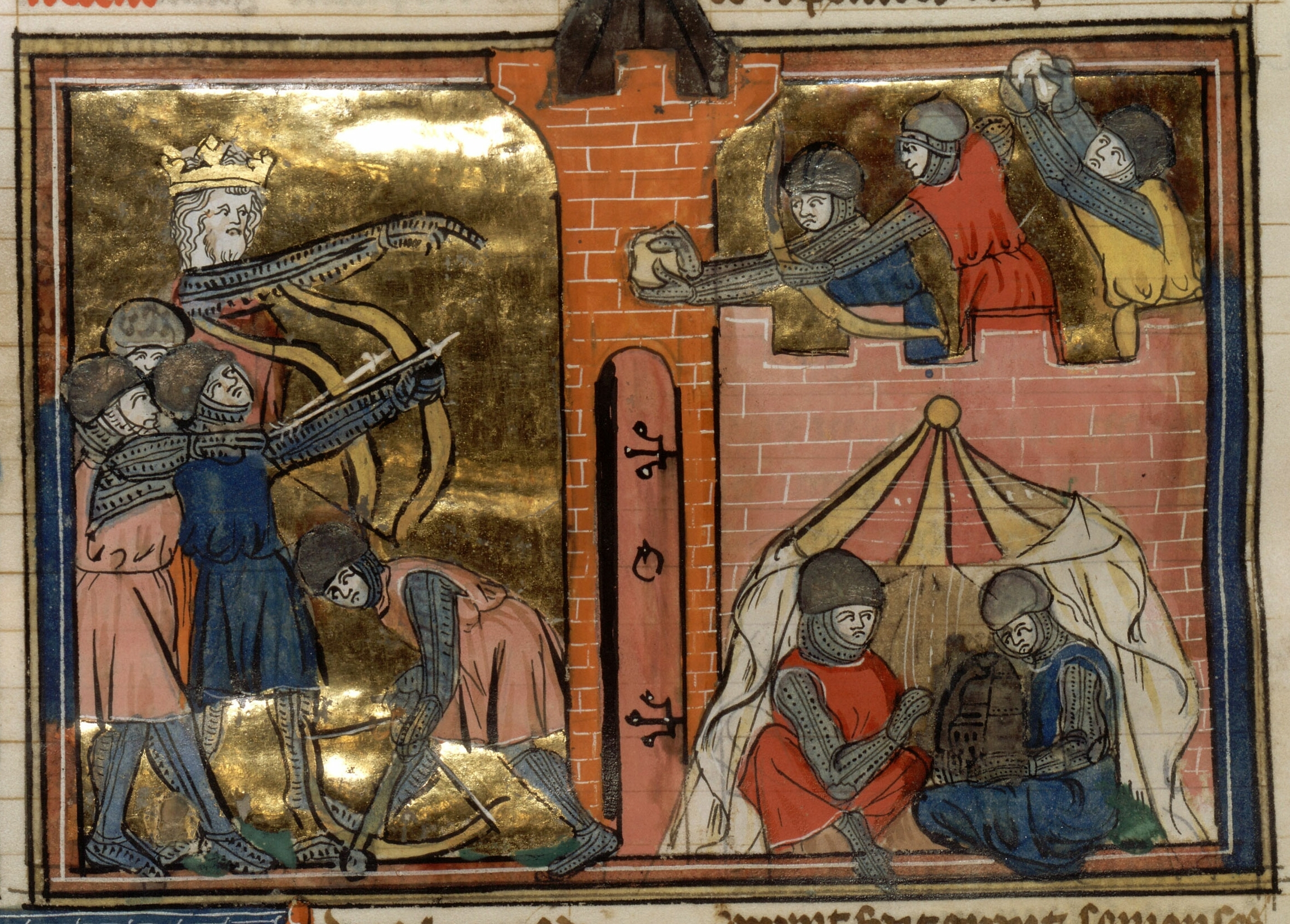
Siège de Chayzar. Enluminure de 1337.

- 26 avril - 21 mai[1] : échec du siège de Chayzar faute d’entente entre les Francs d’Antioche et Jean II Comnène qui ont organisé une campagne commune contre les musulmans d’Alep et de Chayzar. Zanki peut réoccuper les places d’outre-Oronte.

- 9 août : tremblement de terre à Alep. 230 000 victimes[2].

- Le général Song Yue Fei (Yo Fei) tente de marcher sur Kaifeng mais est arrêté par un ministre jaloux qui le fait incarcérer puis supprimer. L'empereur Gaozong conclut la paix avec les Jürchen en laissant à la dynastie Jin toute la Chine au nord du Huai He (1141)[3].

- L’empereur song de Chine Gaozong installe sa capitale à Hangzhou (fin en 1276)[4].

- Début du règne de  Lý Anh Tông, roi du Đại Việt (Viêt Nam) (fin en 1175)[5].

### Europe

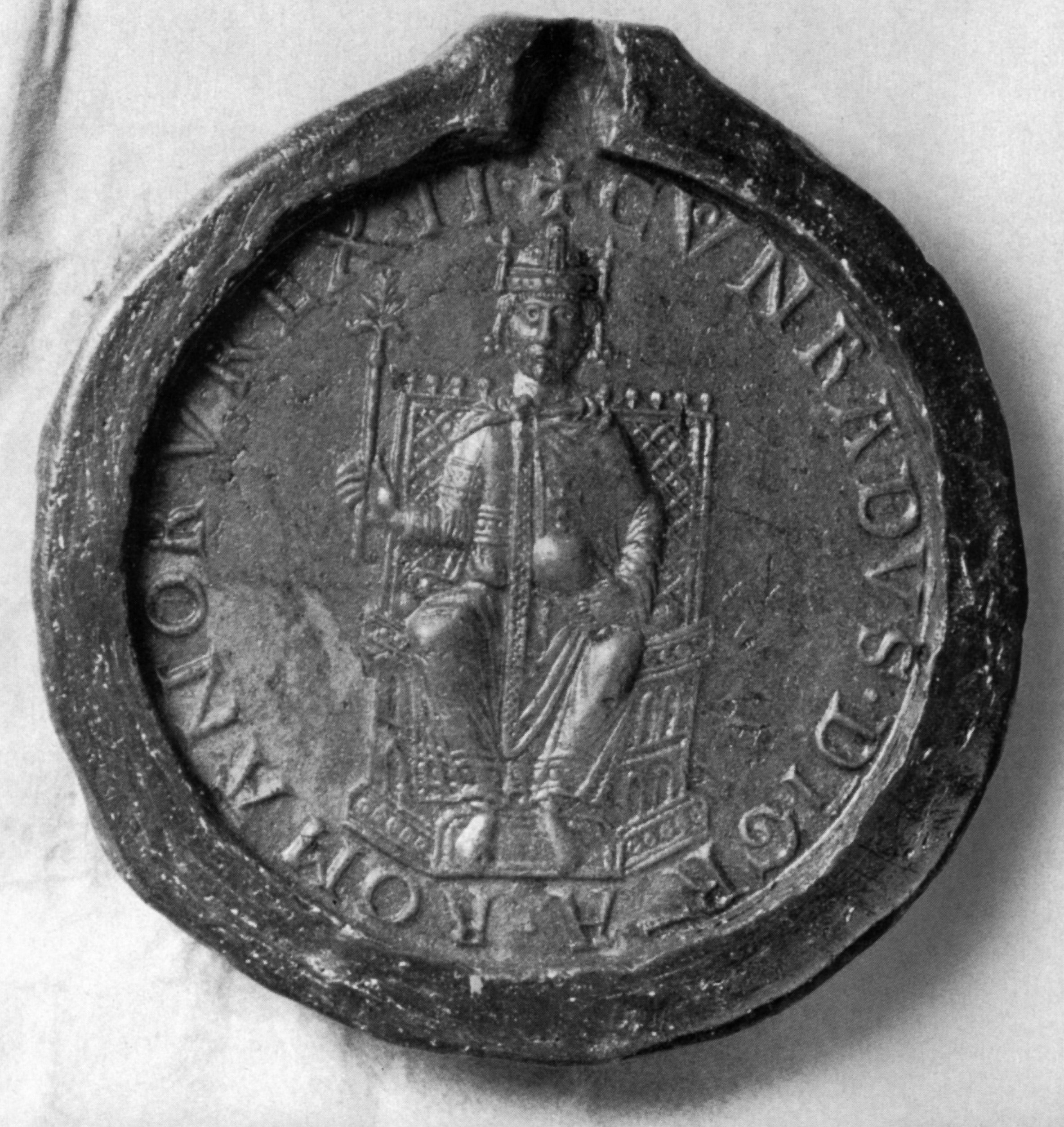
Sceau de Conrad III de Hohenstaufen. Son élection est à l’origine de la rivalité entre guelfes et gibelins.

- 7 mars : élection à Coblence de Conrad III de Hohenstaufen (né en 1093), empereur romain germanique (fin de règne en 1152)[6].

- 13 mars : couronnement de Conrad III à Aix-la-Chapelle[7].
- 15 mars : l’antipape Victor IV est élu pour remplacer Anaclet II, décédé le 25 janvier. Il abdique le 29 mai[8].

- 19 mars : première mention de l’institution du consulat à Florence[9].

- 22 mai : Conrad III de Hohenstaufen reçoit à Bamberg l’hommage des princes de Germanie : Léopold d’Autriche, Conrad de Zähringen, Sobeslav de Bohême, en présence de l’impératrice Richenza de Nordheim, veuve de Lothaire, à l’exception d’Henri le Superbe[10].

- 29 juin : Henri le Superbe, sommé de comparaitre à la diète de Ratisbonne, remet les insignes impériaux à Conrad III de Hohenstaufen, et attend en retour la reconnaissance de ses droits sur les duchés de Bavière et de Saxe ; la diète est ajournée à Augsbourg où l’empereur lui annonce qu’il ne peut garder les deux duchés[11].

- Juillet : Henri le Superbe est mis au ban de l’empire à la diète de Wurtzbourg[10]. En 1137, il s’est emparé de la Toscane et des États de la comtesse Mathilde. Déçu de n’avoir pas été élu empereur, il refuse de reconnaître Conrad qui lui confisque tous ses fiefs.

- 22 août : bataille de l’Étendard. Défaite des forces de David Ier d’Écosse contre celles du roi Étienne d’Angleterre[12].

- 28 octobre : mort du prince de Pologne Boleslas III Bouche-Torse. Début des guerres entre les héritiers des Piast[13]. Ladislas II (1102-1166) devient duc de Pologne (fin en 1146). Il règne sur la Silésie, la Petite-Pologne de Cracovie et la Poméranie de Gdańsk. Ses frères se partagent le reste du pays. Il faudra 200 ans pour réunifier la Pologne.

- Décembre : Henri le Superbe est déchu du duché de Saxe à la diète de Goslar ; l’empereur Conrad III investit le margrave de Brandebourg Albert l’Ours du duché de Saxe, et donne en 1139 celui de Bavière à son frère utérin le margrave d’Autriche Léopold[11].

- Mathieu Ier de Montmorency († 1160) devient connétable de France[14].